# Saint-Julien-la-Vêtre
Saint-Julien-la-Vêtre ist eine Ortschaft und eine Commune déléguée in der französischen Gemeinde Vêtre-sur-Anzon mit 361 Einwohnern (Stand 1. Januar 2022) im Département Loire in der Region Auvergne-Rhône-Alpes (vor 2016 Rhône-Alpes).
Die Gemeinde Saint-Julien-la-Vêtre wurde am 1. Januar 2019 mit Saint-Thurin zur Commune nouvelle Vêtre-sur-Anzon zusammengeschlossen. Sie gehörte dort zum Kanton Boën-sur-Lignon und zum Arrondissement Montbrison. Die Gemeinde Saint-Julien-la-Vêtre grenzte im Nordwesten an Les Salles, im Nordosten an Champoly, im Osten an Saint-Thurin, im Südosten an Saint-Didier-sur-Rochefort, im Südwesten an Saint-Priest-la-Vêtre und im Westen an Noirétable.

## Bevölkerungsentwicklung
| Jahr      | 1962 | 1968 | 1975 | 1982 | 1990 | 1999 | 2008 | 2017 |
| --------- | ---- | ---- | ---- | ---- | ---- | ---- | ---- | ---- |
| Einwohner | 553  | 503  | 463  | 476  | 506  | 451  | 393  | 359  |

## Sehenswürdigkeiten

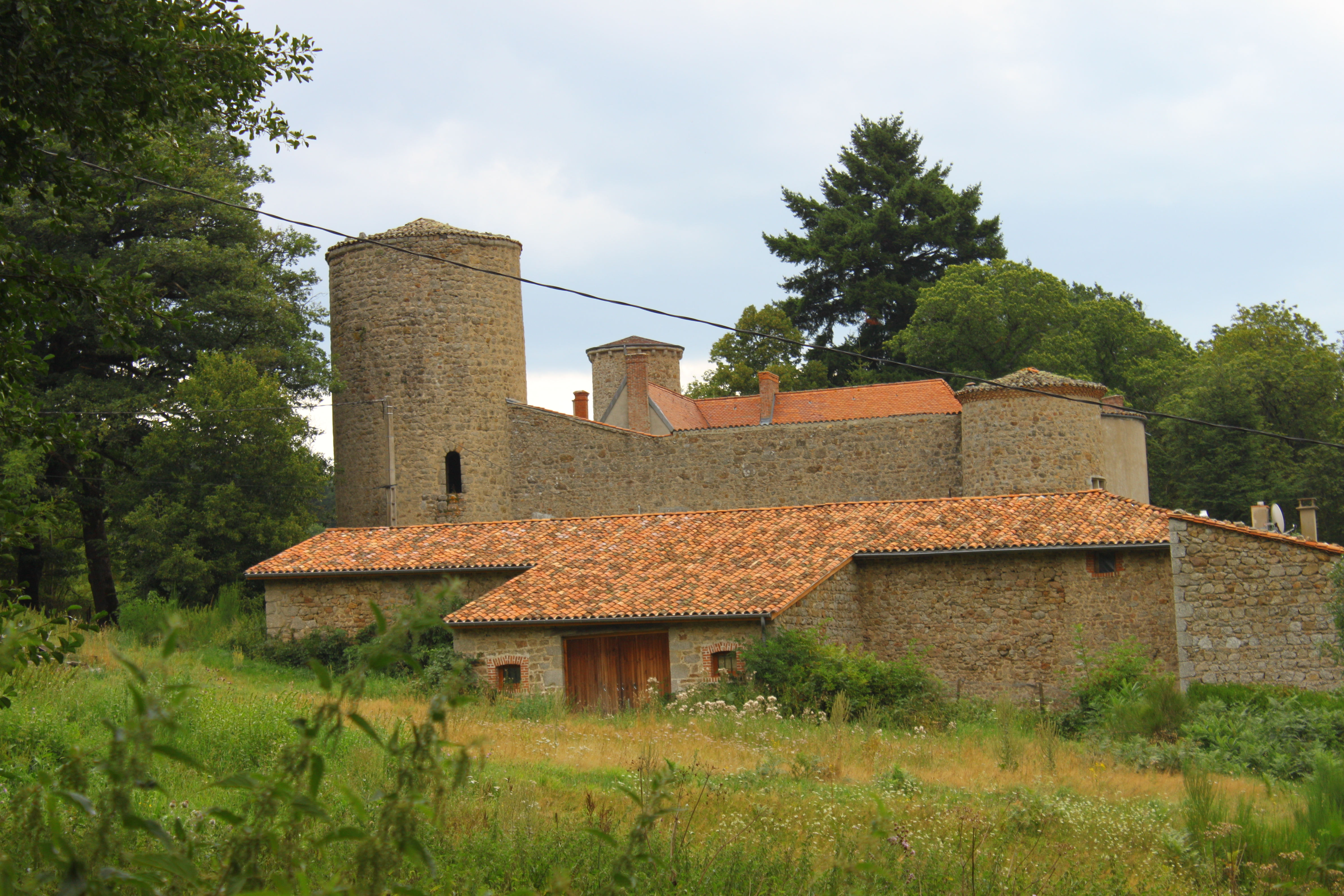
Château de la Merlée
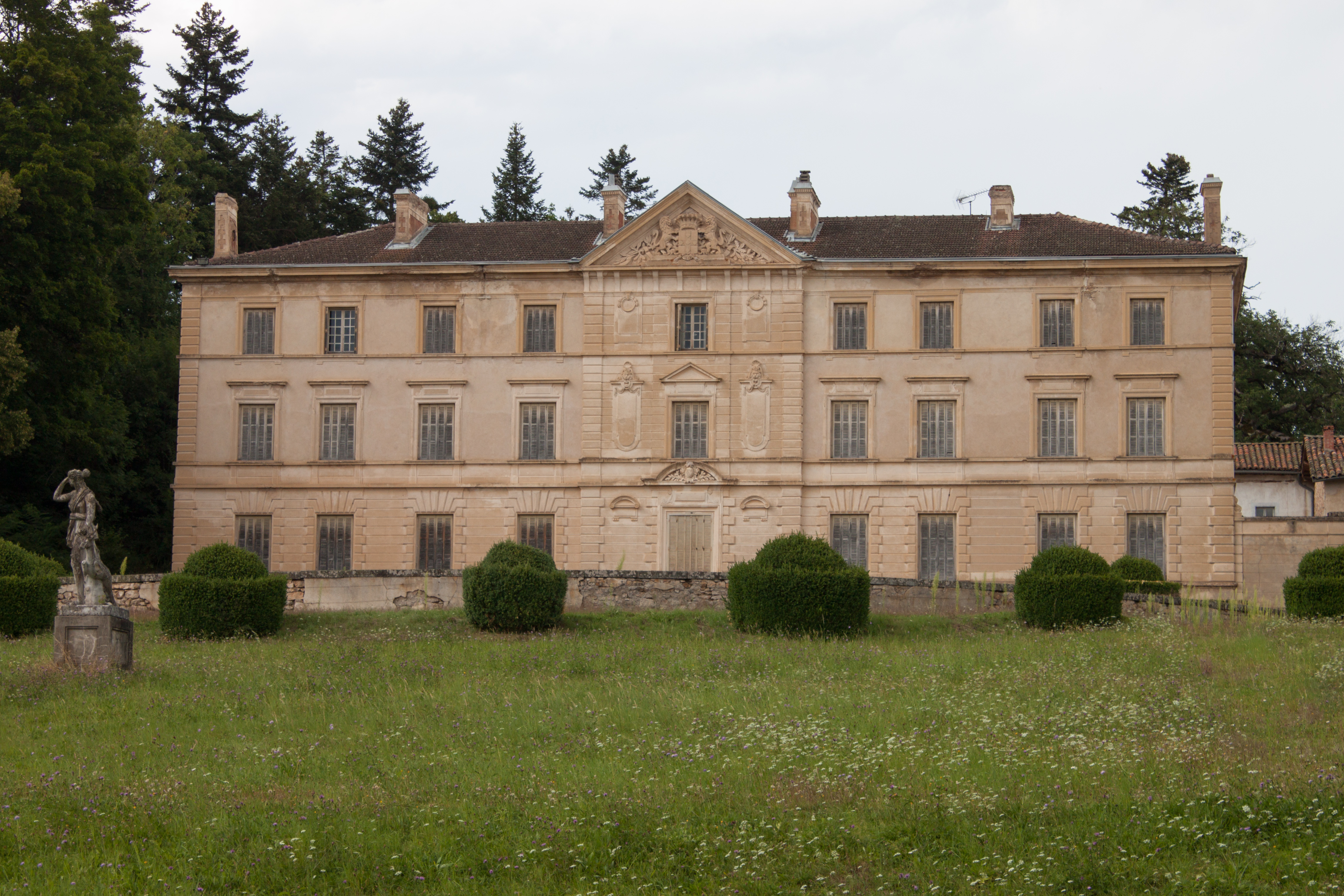
Château de Villechaize
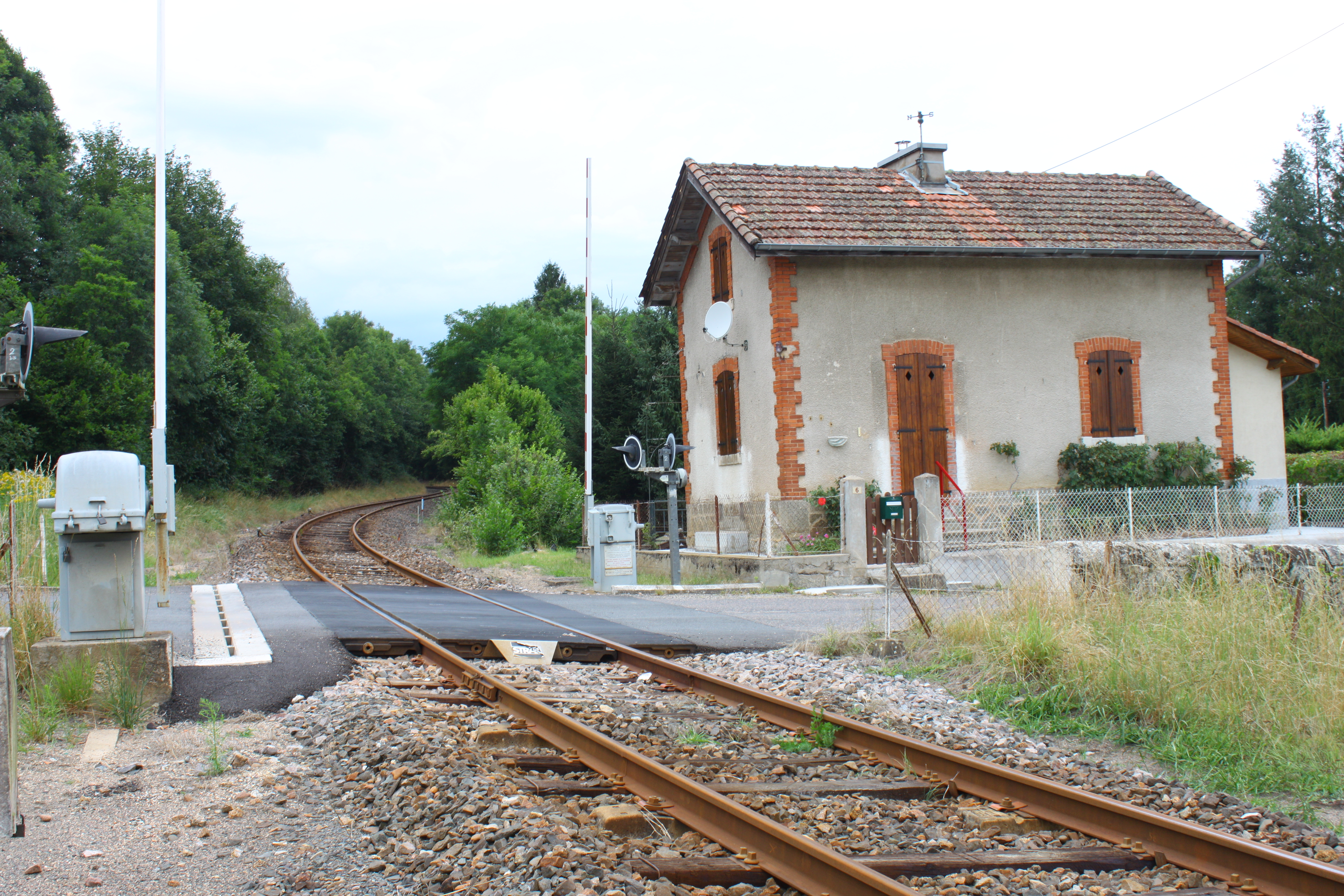
Bahnstrecke von Clermont-Ferrand nach Saint-Just-sur-Loire (Gemeinde Saint-Just-Saint-Rambert) bei Saint-Julien-la-Vêtre

- Château de la Merlée
- Château de Villechaize
- Bahnstrecke von Clermont-Ferrand nach Saint-Just-sur-Loire (Gemeinde Saint-Just-Saint-Rambert) bei Saint-Julien-la-Vêtre